# Chiesa di Sant'Antonio (Monteleone Rocca Doria)
La chiesa di Sant'Antonio è un edificio religioso ubicato a Monteleone Rocca Doria, centro abitato della Sardegna nord-orientale.
Edificata verso la metà del XIII secolo è consacrata al culto cattolico e fa parte della parrocchia di Santo Stefano, diocesi di Alghero-Bosa.

## Galleria d'immagini

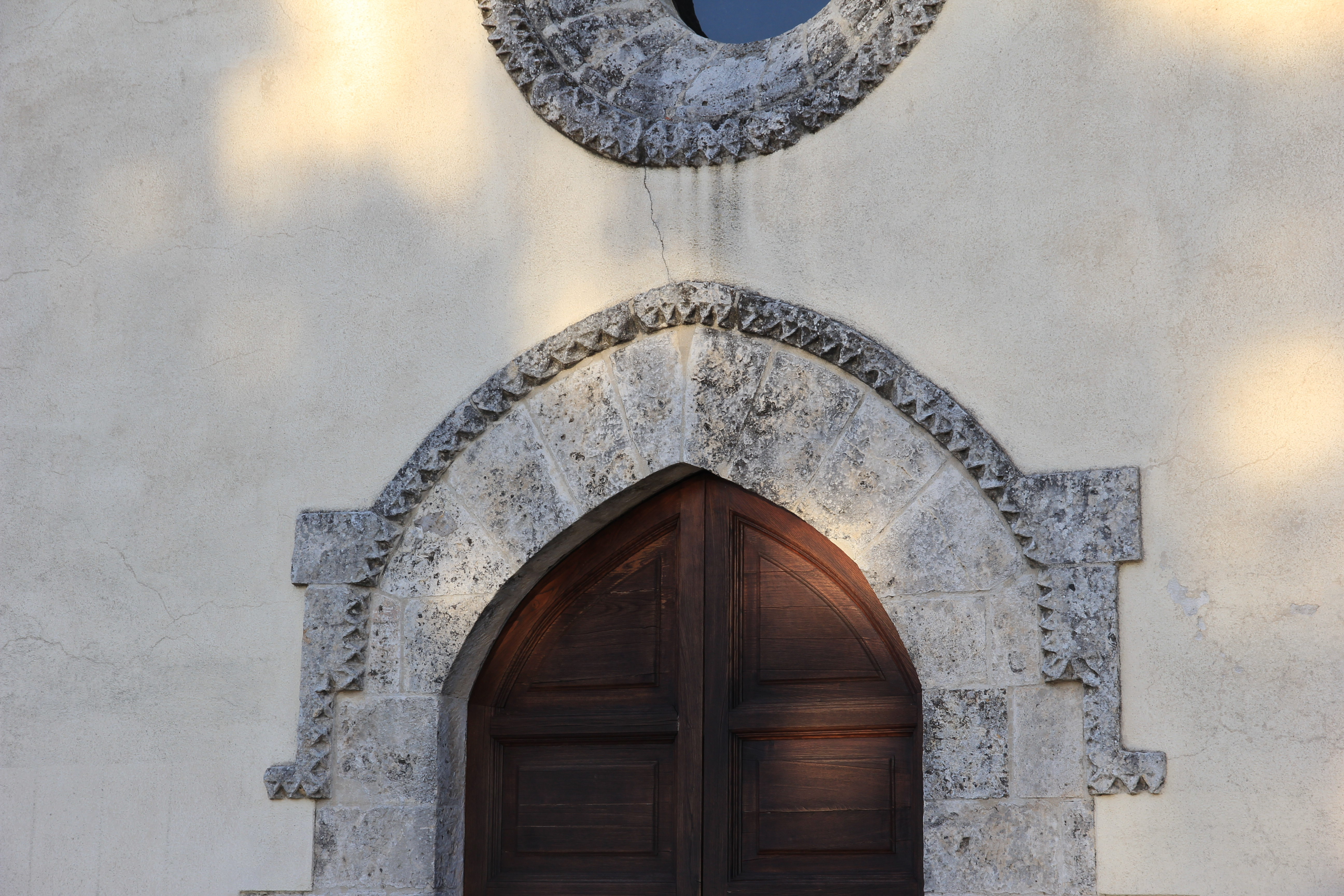
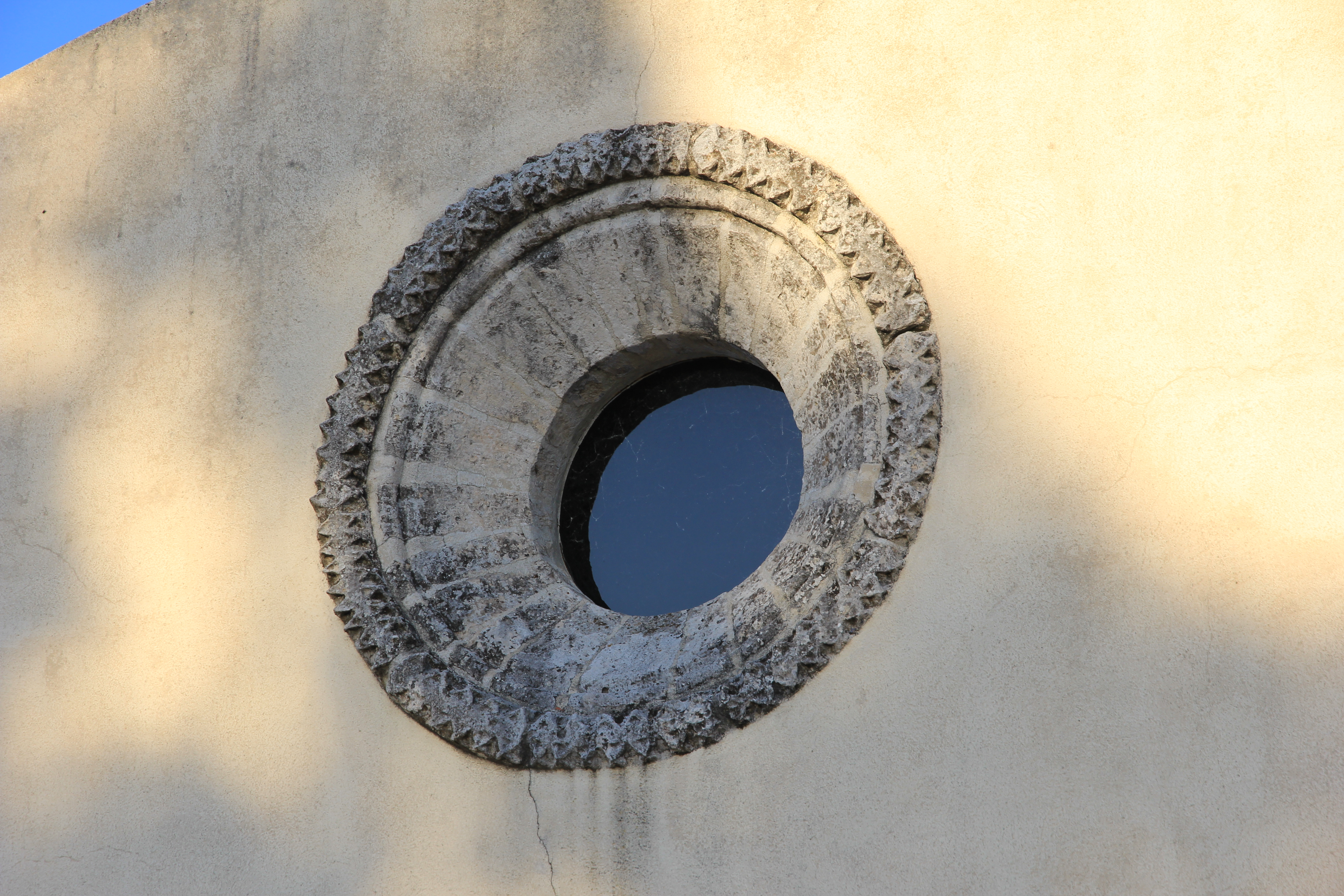
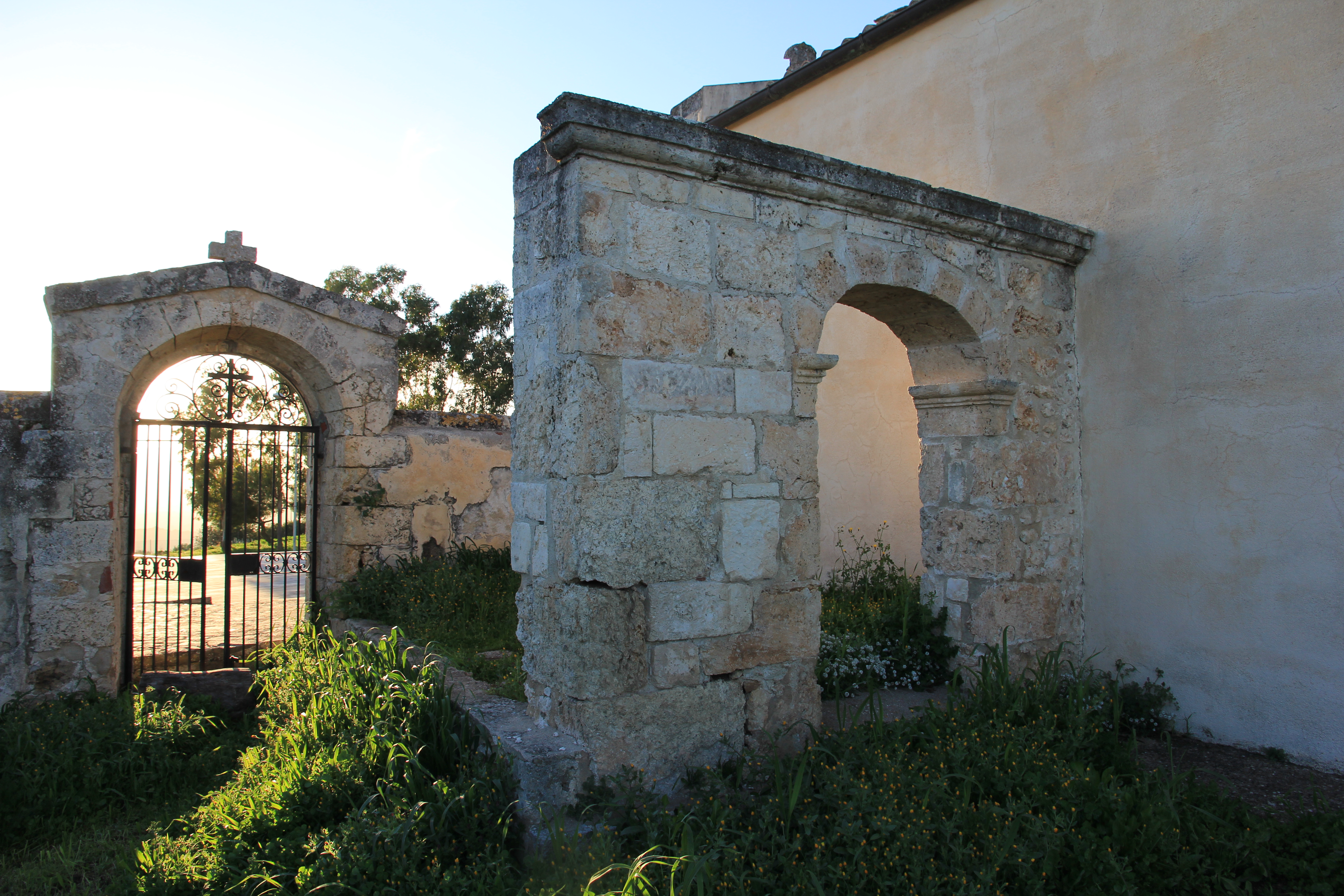
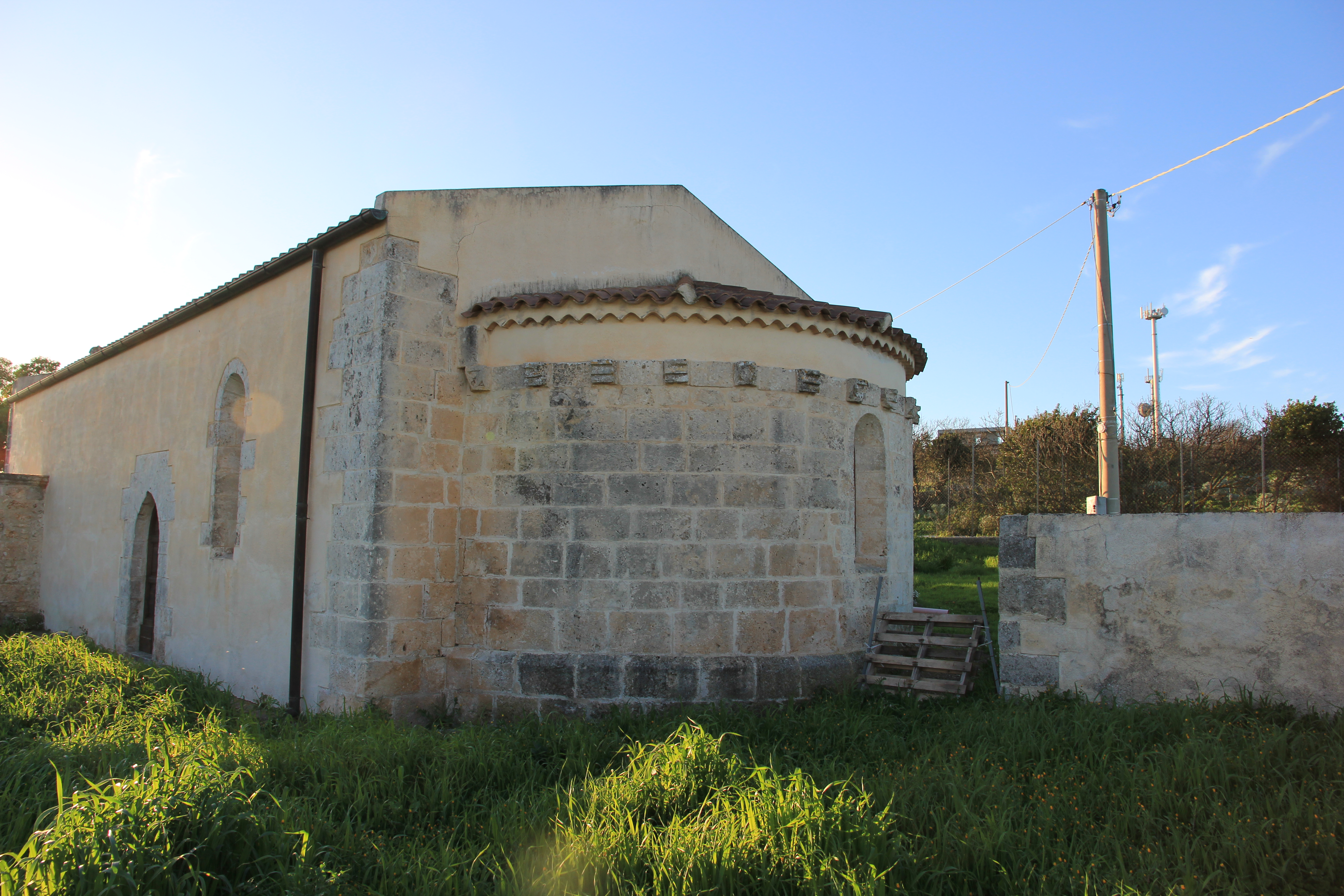